# 蓬拉维尔 (上马恩省)
蓬拉维尔（法語：Pont-la-Ville，法語發音：[pɔ̃ la vil]）是法国上马恩省的一个市镇，属于肖蒙区。

## 地理
蓬拉维尔（48°4'56"N, 4°53'25"E）面积10.23 平方千米，位于法国大東部大區上马恩省，该省份为法国东北部内陆省份，北起马恩省和默兹省，西接奥布省，西南接科多尔省，东南接上索恩省，东临孚日省。
与蓬拉维尔接壤的市镇（或旧市镇、城区）包括：沙托维兰、阿祖瓦地区西尔丰泰内、奥布河畔拉费泰、奥尔日、锡尔瓦鲁夫尔。

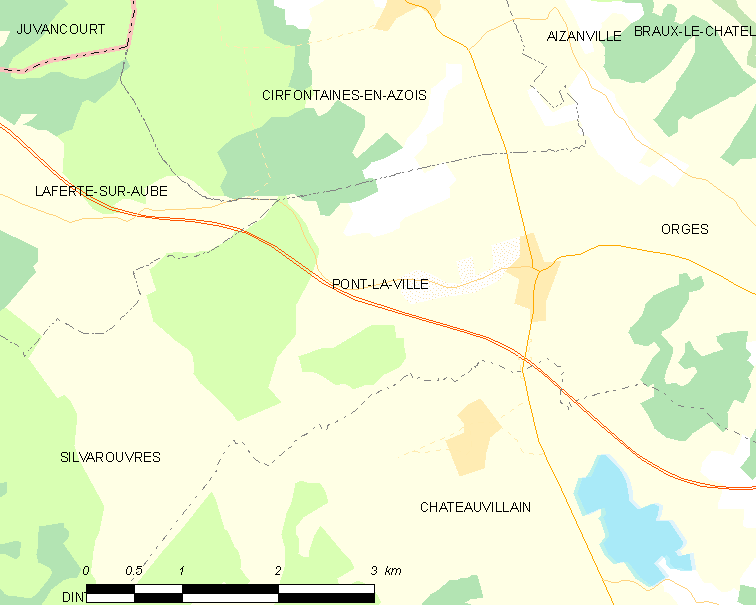
的OSM定位图

蓬拉维尔的时区为UTC+01:00、UTC+02:00（夏令时）。

## 行政
蓬拉维尔的邮政编码为52120，INSEE市镇编码为52399。

## 政治
蓬拉维尔所属的省级选区为沙托维兰县。

## 人口

1962-2008年间人口变化图示

蓬拉维尔于2022年1月1日时的人口数量为108人。